# 布吉納法索古冶鐵遺址
布吉納法索古冶鐵遺址（法語：Sites de métallurgie ancienne du fer du Burkina Faso）是分布於西非內陸國家布吉納法索5個古代冶鐵遺址的集合，用於從礦石中提煉生鐵。這些遺址最早可追溯至約公元前800年，距今已有超過2,700年的歷史，它們為該地區最古老的冶鐵場址。2019年，由於作為古代金屬加工的典範案例，這些遺址被聯合國教科文組織列為世界遗产。
世界遺產委員會指出，這些遺址見證該地區2,700多年來冶鐵工藝的演變過程。在歐洲人殖民前，此地的冶鐵技術已有超過兩千年的歷史。這些古冶鐵遺址除了可以發現技術的變化，更可透過其規模，發現冶鐵逐漸集約化。對照西非社會結構逐漸複雜，冶鐵與社會環境息息相關。這些遺址見證冶鐵技術對非洲聚落歷史的重要貢獻，而不僅僅是布吉納法索人民的歷史。

## 遺產組成
布吉納法索古冶鐵遺址包括5處遺址，分布於布吉納法索的不同省份，分別為位於蒂韋加（Tiwêga）、亞馬內（Yamané）、金迪博（Kindibo）、貝庫伊（Békuy）和杜魯拉（Douroula）等城鎮，包含15個立式爐灶、若干熔爐基座、礦坑及居住遺跡。這些遺址的大型自然通風爐高度可達5公尺，採用直接感應式，僅需要環境氣流即可運行。其他較小的熔爐需要使用风箱才能運行。大型熔爐僅在布吉納法索的少數地區發現，而較小的熔爐則遍布全國。
1890年代法國開始於西非殖民，1919年建立法属上沃尔特之後，這些古老的熔爐逐漸減少使用頻率，儘管今日這些冶鐵爐已不是當地供應生鐵的主要來源，村莊的鐵匠們仍用這些冶鐵爐小規模供應鐵器，以及作為宗教儀式之用途。

### 蒂韋加遺址
蒂韋加遺址位於布吉納法索中北部桑馬滕加省首府卡亞西邊約5公里處的蒂韋加（Tiwêga）。蒂韋加遺址包含3個直接感應加熱爐。根據口頭傳說，這些熔爐可能建於15至18世紀之間，在法國殖民時期仍在使用，但需要更多的考古研究來確定熔爐的年代。由於這些熔爐的年代較新，與其他地區的熔爐相比，它們的情況較為完善。

### 亞馬內遺址
亞馬內遺址在布吉納法索中北部巴姆省的亞馬內。亞馬內遺址與金迪博遺址包含多個類似蒂韋加遺址的大型熔爐，其熔爐歷史可追溯到13－14世紀，在遺址周圍有較小的熔爐建於15世紀之後。

### 金迪博遺址
金迪博遺址在布吉納法索中北部宗多馬省的金迪博（Kindibo）。金迪博遺址的熔爐與蒂韋加、亞馬內遺址類似，其歷史可追溯到10-11世紀，在遺址周圍亦有較小的熔爐建於15世紀之後。

### 貝庫伊遺址
貝庫伊遺址在布吉納法索西部圖伊省的貝庫伊（Békuy）。貝庫伊遺址因其大量堆積的爐渣而顯得不同尋常，爐渣在熔爐遺址附近形成高達11公尺的爐渣堆。該遺址的熔爐年代估計為公元前500－前400年，為該地區第二古老的遺址。部分熔爐位於地下，需要使用风箱。

### 杜魯拉遺址
杜魯拉遺址在布吉納法索西部穆翁省的杜魯拉（Douroula）。杜魯拉遺址的年代估計為公元前8世紀，此遺址為布吉納法索已知最古老的冶鐵地點。此遺址證實約公元前500年冶鐵技術已在此區域廣泛流傳。

## 世界遺產登錄
第43屆世界遺產委員會會議在2019年6月至7月，於阿塞拜疆首都巴库召開，由布吉納法索申報的項目「布吉納法索古冶鐵遺址」經大會通過，為布吉納法索第3個世界遗产。世界遺產編號為1602號。
世界遺產委員會指出，這些遺址見證該地區2,700多年來冶鐵技術的演變過程，從公元前8世紀的杜魯拉遺址、公元前5世紀的貝庫伊遺址、10-11世紀的金迪博遺址、13－14世紀的亞馬內遺址、15至18世紀的蒂韋加遺址，跨越超過兩千年的古冶鐵遺址，除了可以發現技術的變化，更可透過其規模，發現冶鐵逐漸集約化，對照西非社會結構逐漸複雜，冶鐵與社會環境息息相關。這些遺址見證冶鐵技術對非洲聚落歷史的重要貢獻，而不僅僅是布吉納法索人民的歷史。
该世界遗产被认为满足世界遺產登錄基準中的以下基準而予以登錄：
- （iii）呈现有关现存或者已经消失的文化传统、文明的独特或稀有之证据。
- （iv）关于呈现人类历史重要阶段的建筑类型，或者建筑及技术的组合，或者景观上的卓越典范。
- （vi）具有显著普遍价值的事件、活的传统、理念、信仰、艺术及文学作品，有直接或实质的连结（世界遗产委员会认为该基准应最好与其他基准共同使用）。[1]

布吉納法索古冶鐵遺址包含5個項目：
| 世界遺產編號 | 名稱                   | 所在地                                                | 保護範圍 | 緩衝範圍  |
| ------------ | ---------------------- | ----------------------------------------------------- | -------- | --------- |
| 1602-01      | 蒂韋加（Tiwêga）遺址   | 13°5′16.13″N 1°8′40.92″W / 13.0878139°N 1.1447000°W   | 5.1公頃  | 15公頃    |
| 1602-02      | 亞馬內（Yamané）遺址   | 12°49′19.12″N 1°18′3.71″W / 12.8219778°N 1.3010306°W  | 13.1公頃 | 188.4公頃 |
| 1602-03      | 金迪博（Kindibo）遺址  | 13°14′5.3″N 2°10′51.4″W / 13.234806°N 2.180944°W      | 18公頃   | 22.6公頃  |
| 1602-04      | 貝庫伊（Békuy）遺址    | 11°37′20.61″N 3°53′30.99″W / 11.6223917°N 3.8919417°W | 1.9公頃  | 439.5公頃 |
| 1602-05      | 杜魯拉（Douroula）遺址 | 12°35′15.91″N 3°19′44.34″W / 12.5877528°N 3.3289833°W | 84.2公頃 | 132公頃   |

## 傳統文化與保護
在布吉納法索的村莊裡，從礦石中提煉鐵的過程與聚落的傳統息息相關，鐵匠在聚落裡具有重要的地位，他們被視為神與人之間的調解人，在宗教儀式中，鐵匠向祖先祈禱以求獲得神諭與力量。儘管今日鐵器加工的主流模式已改變，傳統鐵匠仍具一定的社會地位，在儀式中仍擔負重要的職責，並為聚落小規模供應鐵器。
這些遺址對於布吉納法索冶鐵歷史，與傳統技術傳承具有重大意義，受到國家的保護。2019年國際文化紀念物與歷史場所委員會（ICOMOS）報告提出需要儘快保護這些遺址。現階段雖然這些遺址在聚落中被視為神聖的地點而不被破壞，但實際上僅有杜魯拉遺址已展開保護工作。世界遺產委員會呼籲需要有更多的工作以保護這些遺址，以免受到自然環境造成的損害。